# Эспиноса, Кристиан
Кристиан Омар Эспиноса (исп. Cristian Omar Espinoza; род. 3 апреля 1995, Буэнос-Айрес, Аргентина) — аргентинский футболист, вингер клуба «Сан-Хосе Эртквейкс». Участник Олимпийских игр 2016 года.

## Клубная карьера
Эспиноса — воспитанник клуба «Уракан». 24 марта 2013 года в матче против «Институто» он дебютировал в Примере B. 26 мая в поединке против «Крусеро-дель-Норте» Кристиан забил свой первый гол за «Уракан». В том же году он помог клубу выиграть Кубок Аргентины и выйти в элиту.
4 августа 2016 года Эспиноса перешёл в испанский «Вильярреал», подписав контракт на пять сезонов, до 30 июня 2021 года. Для получения игровой практики он на правах аренды 17 августа был отдан в «Алавес» на сезон. 28 августа в матче против хихонского «Спортинга» он дебютировал в Ла Лиге, заменив во втором тайме Ибай Гомеса. 26 января 2017 года аренда Эспиносы в «Алавесе» была прекращена досрочно.
31 января 2017 года Эспиноса на правах аренды перешёл в «Реал Вальядолид» до конца сезона. 9 апреля в матче против «Кордовы» он дебютировал в Сегунде.
В июле 2017 года Кристиан вернулся на родину, отправившись в аренду в «Бока Хуниорс» на один год с возможностью продления аренды ещё на шесть месяцев. 27 августа в матче против «Олимпо» он дебютировал за новую команду.
2 января 2019 года Эспиноса был взят в аренду клубом MLS «Сан-Хосе Эртквейкс» на один сезон. В высшей лиге США он дебютировал 2 марта в матче стартового тура сезона 2019 против «Монреаль Импакт». 16 марта в матче против «Нью-Йорк Ред Буллз» он забил свой первый гол в MLS. 11 декабря «Сан-Хосе Эртквейкс» объявил о выкупе Эспиносы у «Вильярреала» за рекордную для себя сумму и подписал с ним многолетний контракт по правилу назначенного игрока. 23 апреля 2022 года в матче против «Сиэтл Саундерс» он оформил хет-трик, за что был назван игроком недели в MLS. В пяти матчах апреля 2023 года Эспиноса забил пять голов и отдал одну голевую передачу, за что был назван игроком месяца в MLS. Он был отобран на Матч всех звёзд MLS 2023, в котором сборная звёзд MLS принимала английский «Арсенал». 24 июля 2023 года Эспиноса подписал с «Сан-Хосе Эртквейкс» новый контракт до конца сезона 2025 с опцией продления на сезон 2026.

## Международная карьера
В начале 2015 года Эспиноса в составе молодёжной сборной Аргентины выиграл молодёжный чемпионат Южной Америки в Уругвае. На турнире он сыграл в матчах против команд Уругвая, Колумбии, Боливии, Эквадора, а также дважды Перу и Парагвая.
В том же году Эспиноса в составе сборной принял участие в молодёжном чемпионате мира в Новой Зеландии. На турнире он сыграл в матчах против команд Панамы, Австрии и Ганы.
В 2016 году Эспиноса в составе олимпийской сборной Аргентины принял участие в Олимпийских играх. На турнире он сыграл в матчах против команд Португалии, Алжира и Гондураса.

## Достижения
- Обладатель Кубка Аргентины (1): 2013/14
- Обладатель Суперкубка Аргентины (1): 2014
- Финалист Южноамериканского кубка (1): 2015
- Финалист Кубка Либертадорес (1): 2018
- Чемпион Южной Америки среди молодёжи (1): 2015
- Игрок месяца в MLS: апрель 2023
- Участник Матча всех звёзд MLS: 2023